# 31951 Alexisallen
31951 Alexisallen este un asteroid din centura principală de asteroizi.

## Descriere
31951 Alexisallen este un asteroid din centura principală de asteroizi. A fost descoperit pe 7 aprilie 2000 la Socorro, New Mexico, în cadrul proiectului LINEAR. Asteroidul prezintă o orbită caracterizată de o semiaxă mare de 2,29 ua, o excentricitate de 0,20 și o înclinație de 4,9° în raport cu ecliptica.